# 黃鍾律
黄钟律（韩语：황종률，1909年—1972年1月21日）朝鲜日治时期及大韩民国时期的政治家。

## 生平
黄钟律1909年出生于汉城。后前往日本本土留学，毕业于九州帝国大学法律与文学系。在满洲大同学院学习后，他成为满洲国的官员，曾在满洲国经济部金融司任金融事务官。
在满洲国灭亡之后，黄钟律回到了朝鲜半岛的军政府区。1945年起在延世专门学校担任了一段时间教授工作后，1947年任在日公馆长，1952年任外资购买处长，同年任外资管理局长，1959年任东国大学法政大学教授，1960至1961年任忠清北道知事。
在第三共和国时期，黄钟律于1963年任财政部长官，1966年任经济科学审议会常任委员，1966年至1967年任不管部部长，1967年至1968年任递信部长官，1968年至1989年任财政部长官。
1971年以民主共和党比例代表身份当选为国会议员。
1972年逝世，享年63岁。